# Super Freaky Girl
"Super Freaky Girl" là một bài hát của ca sĩ người Trinidad, Nicki Minaj. Ca khúc được hai hãng Young Money Entertainment và Republic Records phát hành ngày 12/8/2022 với tư cách là đĩa đơn đầu tiên từ album thứ năm, Pink Friday 2, của nữ rapper. Giai điệu của bài hát mang phong cách vui tươi, bắt tai, có sử dụng một đoạn nhạc nền từ bài "Super Freak" năm 1981 của Rick James. Phần lời bài hát có nội dung tuơng đồng với đĩa đơn "Anaconda" năm 2014 trước đó khi cả hai đều đề cập hoặc có ngụ ý tới những hoạt động thân mật và tình dục.
Ngay khi phát hành, bài hát đã phá kỷ lục trên Spotify về số lượt nghe một bài hát rap mới ra mắt của nữ (đơn ca). Bài hát cũng ra mắt ở hạng nhất trên bảng xếp hạng Billboard Hot 100, trở thành tác phẩm đơn ca thứ hai của một nữ nghệ sĩ hip-hop ra mắt ở hạng nhất, sau "Doo Wop (That Thing)" năm 1998 của Lauryn Hill.
Super Freaky Girl cũng đánh dấu đĩa đơn quán quân thứ ba tại Mỹ trong sự nghiệp ca hát của Minaj, cũng là bài quán quân đầu tiên của cô với tư cách là một nghệ sĩ đơn ca. Ở phạm vị quốc tế, bài hát vươn lên hạng nhất ở Úc và New Zealand, trở thành đĩa đơn quán quân đầu tiên của cô ở cả hai quốc gia này. Ngoài ra, bài hát cũng lọt vào top 10 ở Canada, Hungary, Iceland, Ireland, Philippines, Nam Phi và Vương quốc Anh.

## Xếp hạng
| Bảng xếp hạng (2022)                     | Vị trí cao nhất |
| ---------------------------------------- | --------------- |
| Úc (ARIA)                                | 1               |
| Australia Hip Hop/R&B (ARIA)             | 1               |
| Áo (Ö3 Austria Top 40)                   | 41              |
| Canada (Canadian Hot 100)                | 8               |
| Canada CHR/Top 40 (Billboard)            | 38              |
| Cộng hòa Séc (Singles Digitál Top 100)   | 82              |
| Phần Lan Airplay (Radiosoittolista)      | 43              |
| Đức (GfK)                                | 33              |
| Thế giới Global 200 (Billboard)          | 5               |
| Greece International (IFPI)              | 18              |
| Hungary (Single Top 40)                  | 4               |
| Iceland (Plötutíðindi)                   | 7               |
| Ireland (IRMA)                           | 6               |
| Japan Hot Overseas (Billboard Japan)     | 12              |
| Lithuania (AGATA)                        | 37              |
| Hà Lan (Dutch Top 40)                    | 39              |
| Hà Lan (Single Top 100)                  | 55              |
| New Zealand (Recorded Music NZ)          | 1               |
| Philippines (Billboard)                  | 10              |
| Bồ Đào Nha (AFP)                         | 66              |
| Singapore (RIAS)                         | 18              |
| Slovakia (Singles Digitál Top 100)       | 45              |
| South Africa (RISA)                      | 4               |
| Sweden (Sverigetopplistan)               | 28              |
| Thụy Sĩ (Schweizer Hitparade)            | 43              |
| Anh Quốc (OCC)                           | 5               |
| Anh Quốc R&B (OCC)                       | 1               |
| Hoa Kỳ Billboard Hot 100                 | 1               |
| Hoa Kỳ Hot R&B/Hip-Hop Songs (Billboard) | 1               |
| Hoa Kỳ Pop Airplay (Billboard)           | 20              |
| Hoa Kỳ R&B/Hip-Hop Airplay (Billboard)   | 24              |
| Hoa Kỳ Rhythmic (Billboard)              | 1               |
| Vietnam (Vietnam Hot 100)                | 53              |